# George Lodewijk Funke
George Lodewijk Funke (Amsterdam, 19 november 1836 – 18 oktober 1885) was een boekhandelaar en uitgever in Amsterdam.

## Biografie
Zijn stage liep hij bij de boekhandel-uitgever J.B.Gebhard, W.P.van Stockum en A.C. Kruseman. Hij vestigt zich als boekhandelaar-uitgever op de Blauwburgwal te Amsterdam in 1863. Hij was redacteur van het Nieuwsblad voor den Boekhandel van 1867 tot 1871, en in 1870 start hij samen met P. van Santen een krant: Nieuws van den Dag. In 1870 vestigt Funke zich aan de Herengracht en gaat hij ook antiquarische boeken verkopen. In 1873 wordt de boekhandel verkocht, en gaat hij verder als uitgever. In zijn fonds had hij werk van Conrad Busken Huet, Jacob Jan Cremer. Johan Gram en Jan Pieter Heije. In 1871 neemt Funke de kopijrechten van Multatuli-uitgaven over van d'Ablaing van Giessenburg. In 1880 verkocht zijn gehele fonds, en is hij een van de oprichters van de uitgeversmaatschappij Elsevier. Daar werd hij een van de commissarissen. Via de veiling kwamen de rechten van Funkeś Multatuli-fonds terecht bij Elsevier.
- Bibliothèque nationale de France: cb15341774x (data)
- Biografisch Portaal: 70835739
- Digitale Bibliotheek voor de Nederlandse Letteren: funk002
- Gemeinsame Normdatei: 172083869
- International Standard Name Identifier: 0000 0000 6451 5012
- Library of Congress Control Number: nb2019015284
- Nationale bibliotheek van Australië: 35858885
- Nederlandse Thesaurus van Auteursnamen: 067472370
- Trove: 1119178
- Virtual International Authority File: 93601969
- WorldCat: E39PBJrcjdjr8pCWhr44b43G73